# 魁星阁 (新余)
魁星阁位于江西省新余市二中南侧，初名“采芹阁”，是一座四重檐歇的山式建筑，为临江军教授叶师中创建于南宋嘉定年间。由于新余魁星阁特殊的历史文化价值，作为新余文化史的实物见证，于1985年5月6日被列入新余市首批重点文物保护单位。